# Landri de Nevers
Landri de Nevers o de Maers, nascut vers el 970, mort el 1028, comte de nevers (989-1028), fill o net de Bodon de Monceaux

## Biografia
Fou instituït comte (o hereu) de Nevers pel seu sogre Otó Guillem de Borgonya vers el 990. El 991, els Annals Nivernaises situen una batalla entre el comte Landri i Arquimbald de Borbó probablement el Arquimbald que era vescomte de Mâcon. A la mort del duc de Borgonya Odo Enric el 1002, sense posteritat, va donar suport al seu sogre Otó Guillem, que devia tenir autoritat a Auxerre (doncs Nevers ja l'hauria cedit al seu gendre), i reivindica el ducat de Borgonya; Otó Guillem va reunir als seus a Auxerre, però les tropes del rei Robert II de França, i trenta mil homes portats pel duc de Normandia Ricard van prendre la ciutat després de dos anys de setge. El comte de Nevers va obtenir la gràcia del rei. Després el seu fill Renald I de Nevers es va prometre amb la filla del rei Robert, que va aportar en dot el comtat d'Auxerre. Deuria adquirir plens drets a Nevers i Auxerre a la mort d'Otó Guillem el 1026.
Es va casar amb Matilde de Borgonya (*vers 983), comtessa de Nevers, filla d'Otó Guillem de Borgonya, comte de Nevers i de Mâcon, pretendent a duc de Borgonya, i comte palatí de Borgonya, i d'Irmentruda de Roucy. Matilde va morir el 13 de novembre o el 13 de desembre de 1005, i fou inhumada a Saint-Etienne d'Auxerre. D'aquest matrimoni van néixer:
- Bodó († 1023), comte de Vendôme per la seva esposa Adele d'Anjou, FILLA de Folc III Nerra.
- Landri de Nevers, citat en una carta de 1002.
- Renald I (1000 † 1040), casat amb Alix de França (Advisa d'Auxerre, Avoie (Hedwige) de França) (1003-després de 1063), filla del rei Robert el Pietós.
- Guiu "el petit Borgonyó" de Nevers, potser l'espòs d'Acherada.
- Robert de Nevers, pot ser promès amb Matilde, filla de Gimo. El matrimoni mai no va ser consumat i Matilde es va fer monja.

Landri va morir l'11 de maig de 1028, com ho indica el necrologi de la Catedral d'Auxerre.